# Black Desert Online
Black Desert Online (coreano: 검은 사막) è un videogioco MMORPG fantasy open world sviluppato da Pearl Abyss e originariamente pubblicato per Microsoft Windows nel 2015. Una versione mobile intitolata Black Desert Mobile è stata inizialmente pubblicata in Asia all'inizio del 2019 e in tutto il resto del mondo a dicembre 2019. Le versioni Xbox One e PlayStation 4, conosciute semplicemente come Black Desert, sono state distribuite nel 2019.
Nel 2018, Pearl Abyss ha iniziato a lavorare a un prequel della timeline di Black Desert, intitolato Crimson Desert, ma durante lo sviluppo è diventata una proprietà intellettuale separata e autonoma con una trama diversa e nuovi personaggi.

## Trama
Black Desert Online si svolge in un'ambientazione fantasy e ruota attorno al conflitto tra due nazioni rivali, la Repubblica di Calpheon e il Regno di Valencia. Calpheon è molto materialista mentre Valencia molto spirituale.
Molto tempo fa, le quattro aree principali, Calpheon, Serendia, Balenos e Mediah, erano in pace. Tutto cambiò quando la peste nera iniziò a diffondersi attraverso i mercanti di Valencia, in un'area a est di Mediah che controllava il commercio. Molti in tutto il mondo morirono di peste. Alla fine, le tre aree principali fecero un'alleanza e iniziarono una guerra che durò 30 anni; con Mediah che traeva il massimo profitto dalla raccolta delle pietre nere scambiandole e vendendole.
Dopo la guerra, l'alleanza iniziò lentamente a condurre nuovamente i commerci con Valencia. Le tensioni sorsero quando le altre zone scoprirono l'importanza delle pietre. Nel disperato tentativo di guadagnare ricchezza, iniziarono a cercarle anche le altre nazioni. Calpheon non aveva un'area di raccolta che le ospitasse, quindi iniziarono a rubarle, depredando villaggi e creando ulteriori conflitti con Valencia. Toccherà al giocatore, il prescelto dal Black Spirit (una creatura che accompagnerà il protagonista durante tutta la storia) riportare l'ordine nei regni attraverso disparate missioni e richieste d'aiuto.

## Modalità di gioco
Il combattimento in Black Desert Online è basato sull'azione, che richiede mira manuale e movimento libero simili a quelli che si trovano negli sparatutto in terza persona. Il gioco offre alloggi, pesca, agricoltura e commercio, così come grandi eventi di assedio PvP. È ben considerato per la sua personalizzazione del personaggio avanzata e approfondita.
Il sistema di combattimento richiede mira manuale, schivate e l'uso di combo, a differenza di altri MMORPG il combattimento è totalmente attivo e molti attacchi possono essere concatenati tra loro, approcciando il nemico in modi differenti. I giocatori possono anche ingaggiare combattimenti a cavallo. Le cavalcature vengono acquisite addomesticando dei cavalli in natura o comprandole al mercato, possono essere anche allevate per aumentare il loro livello. Le cavalcature richiedono cibo e cure, non possono essere immagazzinate nell'inventario e possono essere uccise.
Il gioco include una serie di funzionalità per aiutare con l'immersione e l'aspetto sandbox. Il sistema meteorologico dinamico mondiale include eventi su larga scala come i tifoni che influenzeranno il gameplay. Il tempo localizzato includerà eventi come la nebbia temporanea, che i giocatori possono sfruttare per lanciare attacchi a sorpresa contro le strutture delle gilde rivali. C'è anche un ciclo dinamico giorno / notte con una progressione graduale degli effetti luminosi. Durante la notte alcuni personaggi non giocanti (NPC) non saranno disponibili ed i mostri rilasceranno del drop aumentato. Sono disponibili diversi contenuti di gioco a seconda che sia notte o giorno. I giocatori possono arredare le proprie abitazioni acquistando mobili tramite NPC o tramite crafting.

## Sviluppo

### Sviluppo e pubblicazione iniziale per PC

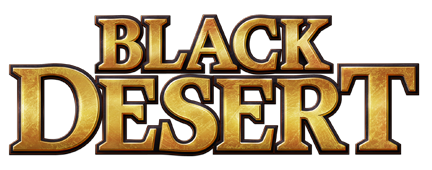
Il logo del gioco

Black Desert Online è in sviluppo dal 2010. Lo studio coreano Pearl Abyss è stato fondato nel settembre 2010 da Kim Daeil, iniziando poco dopo lo sviluppo di Black Desert Online. Il gioco utilizza il motore grafico Black Desert personalizzato di Pearl Abyss, creato appositamente per gestire il rendering veloce richiesto per il suo mondo senza caricamenti e le guerre tra gilde su larga scala con molti giocatori.
Dopo aver raggiunto un accordo editoriale con GameOn Japan l'8 settembre 2012, Pearl Abyss ha iniziato a rivelare i dettagli del gioco al pubblico. Nel novembre 2012 il gioco è stato mostrato al G-Star. Black Desert Online è stato presentato anche al gamescom del 2013.
Black Desert Online è entrato in una fase di beta testing nell'ottobre 2013. Una seconda fase di beta test della durata di tre settimane è iniziato nell'aprile 2014. La beta aperta è stata lanciata a dicembre 2014.
Il gioco è stato pubblicato in Corea, Giappone e Russia nel 2015, in Nord America ed Europa il 3 marzo 2016, in Sud America, Turchia e paesi del Medio Oriente e del Nord Africa nel 2017 e nel Sud-est asiatico nel 2018. Black Desert Online utilizza un modello free-to-play in Corea, Giappone e Russia, mentre a Taiwan, Sud-est asiatico, Europa, Nord America e Sud America il gioco utilizza un modello a pagamento.

### Sviluppo per PC post-lancio

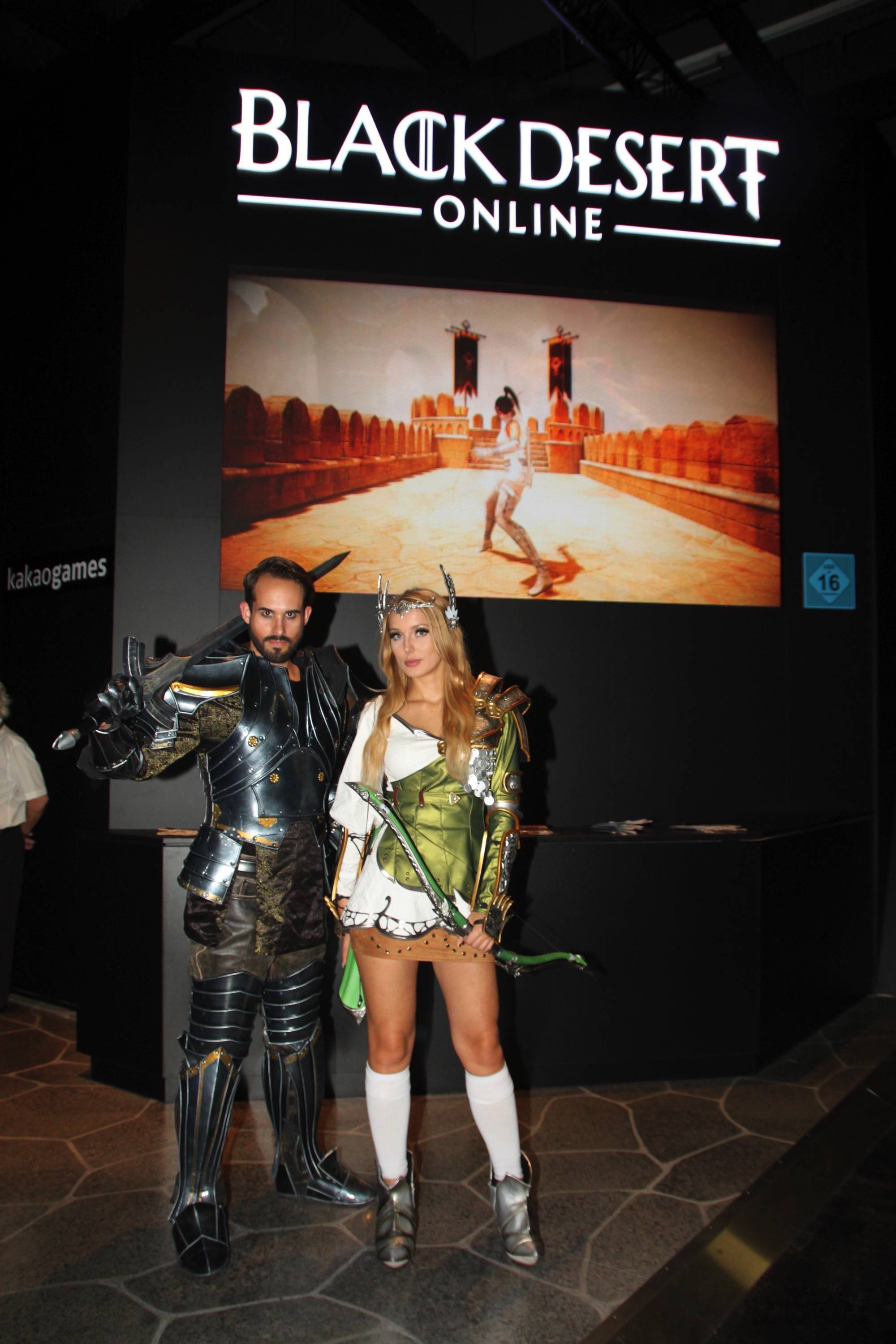
Promozione al Gamescom 2016

L'espansione Mediah è stata pubblicata nella versione nordamericana / europea il 30 marzo 2016. Mediah Parte 2 è uscito il 4 maggio 2016. Le nuove classi chiamate Musa, Maehwa, Kunoichi e Ninja sono state rese disponibili per il gioco nel 2016, seguite da Dark Knight e Striker nel 2017, Lahn nel 2018, e la Shai nel 2019. L'espansione Valencia I è stata pubblicata nella versione nordamericana / europea il 29 giugno 2016. Tutte le espansioni e le aggiunte di classe sono state gratuite nel modello pay-to-play, senza piani di addebito per contenuti futuri aggiuntivi. Il 22 agosto 2018 è stata distribuita una versione aggiornata per PC intitolata Black Desert Remastered gratuita tramite aggiornamento di gioco.
Nell'ottobre 2015, Black Desert Online è stato pubblicato e localizzato in Russia dall'editore cipriota GameNet. Questo contratto è scaduto il 12 ottobre 2018, senza un accordo sulle informazioni sull'account, inclusi i dati dei personaggi. Pearl Abyss si è scusato con i giocatori russi e ha annunciato che si sarebbero auto-pubblicati in Russia. Nell'aprile 2018, Pearl Abyss ha annunciato che avrebbe cambiato i fornitori di servizi sui server nordamericani per migliorare la stabilità. Nel febbraio 2019, sono state apportate modifiche al Marketplace per creare il nuovo mercato centrale, che offre modi più intuitivi per acquistare e vendere articoli dal Marketplace.

### Versioni console
Al Taipei Games Show nel gennaio 2017, Pearl Abyss ha dichiarato che le versioni Xbox One e PlayStation 4 del gioco sono in fase di sviluppo ed è stato nuovamente confermato da Pearl Abyss a marzo.. La versione Xbox One, intitolata semplicemente Black Desert, è stata rivelata durante la conferenza stampa di Microsoft all'E3 2017. Il gioco per Xbox è stato pubblicato in Nord America ed in Europa il 4 marzo 2019, a seguito di più versioni di beta-testing a partire dal 2018. In termini di contenuto, tuttavia, la versione Xbox del gioco era di circa tre anni indietro rispetto alla versione PC al momento della sua uscita. Le classi Striker, Dark Knight, Lahn e Musa sono state rese disponibili per i giocatori di Xbox One nell'aprile 2019.
La versione per PlayStation 4 è stata pubblicata il 22 agosto 2019.
Le versioni per console offrono il supporto per il gioco multipiattaforma da marzo 2020.

### Versioni mobili
Nell'agosto 2017, Pearl Abyss ha pubblicato un teaser ufficiale per Black Desert Mobile. È stato reso disponibile per Android e iOS nel febbraio 2018, inizialmente solo in Corea, Giappone e Taiwan, con la versione inglese distribuita a dicembre 2019 durante i Game Awards 2019.

## Accoglienza
La beta di Black Desert è stata ben accolta. Il gioco completo ha ricevuto valutazioni contrastanti o medie dalla critica, con un punteggio medio di 73/100 su Metacritic per le versioni PC, PS4 e Xbox One. 
Nell'aprile 2016, l'editore Kakao Games ha annunciato che Black Desert Online aveva raggiunto vendite di 400.000 copie nel suo primo mese sui mercati europeo e nordamericano e mostrava una media di 100.000 utenti simultanei. A marzo 2017, Black Desert aveva 3,4 milioni di giocatori registrati in Nord America ed Europa. A maggio 2018, più di 1,2 milioni di copie del gioco sono state vendute su Steam in Europa e Nord America. A settembre 2018, il gioco aveva più di 10 milioni di utenti registrati in tutto il mondo.
Ad aprile 2019, il gioco aveva raggiunto oltre 18 milioni di giocatori e le sue entrate totali avevano superato il miliardo di dollari. Nel settembre 2020, il gioco ha raggiunto i 30 milioni di giocatori e ha incassato 1.7 miliardi di dollari In tutto il mondo.